# Сорока блакитна
Соро́ка блаки́тна (Cyanopica cyanus) — вид горобцеподібних птахів родини воронових (Corvidae).

## Поширення
Вид поширений у Східній Азії — Китаї, Кореї, Японії, Монголії та на Далекому Сході Росії. Населяє різні типи хвойних та широколистяних лісів, а також парки та сади.

## Опис
Птах середнього розміру, завдовжки 33—38 см, вагою 76—118 г, з міцною і стрункою зовнішністю з квадратною і витягнутою головою, міцним і загостреним конічним дзьобом, міцними ногами, гострими крилами і хвостом приблизно такої ж довжини, як тіло. Спина сіра. Крила в основі сірі, а махові пера насиченого блакитного кольору. Хвіст теж блакитний з білим кінчиком та сіро-чорною нижньою поверхнею. На голові лоб, верхівка, потилиця і щоки чорного кольору. Горло та верхня частина грудей білі. Живіт і боки сіруваті з персиковим відтінком. Дзьоб і ноги чорнуваті, а очі темно-карі.

## Спосіб життя
У позашлюбний період може збиратися у великі зграї, інколи до 70 птахів. Всеїдний птах. Живиться комахами та іншими безхребетними, горіхами, зерном, ягодами та іншими плодами, дрібними хребетними, пташенятами та яйцями. Моногамний птах, розмножується в період з травня по червень. У цей час пари стають територіальними та агресивними. Гніздо будує серед гілок дерев. Самиця відкладає 6—8 рожевих яєць з коричневими або чорнуватими плямами. Насиджує лише самиця, в цей час самець охороняє гніздо. Інкубація триває 18 днів. Пташенят годують обидва батьки, хоча самець не годує їх безпосередньо, передаючи їжу самиці. Через три тижні молодь залишає гніздо.

## Підвиди
- Cyanopica cyanus cyanus (Pallas, 1776) — трапляється на материковій частині ареалу;
- Cyanopica cyanus japonica Parrot, 1905 — ендемік Японії.